# Viborgbroen
Viborgbroen forbinder Silkeborgs midtby og Alderslyst. Viborgbroen stod færdig i 1854, som en tiltrængt forbindelse for den nyanlagte handelsplads med det nordlige opland og videre mod nord ad hovedlandevejen Viborgvej til Viborg. Indtil da havde der været færgefart på dette sted over Silkeborg Langsø, men det betjentes kun af små både og havde derfor ikke stor betydning. Skulle man fra Silkeborg nord på måtte man enten omkring Resenbro eller Lysbro. 
Bygningen af dæmningen var efter datidens forhold en bedrift, men arbejdet blev lettet noget ved, at man kunne hente store mængder af fyld i den nærtliggende bakke "Færgebakken", som lå på nordsiden af søen, ovenfor nuværende Ansvej. Her hentede man sandet, mens mere solidt fyld blev hentet fra udgravning af Balle Bakke og stabilt underlag til selve vejen fra Kejlstrup grusgrav.
Allerede da handelspladsen Silkeborg blev anlagt, var det planen, at den skulle udgøre et trafikalt knudepunkt for hovedlandevejene Aarhus-Ringkøbing og Horsens-Viborg. Men det skete ikke uden sværdslag. For hverken Viborg eller Skanderborg Amter var ivrige efter at betale for dette vejanlæg i de to amters yderdistrikter. Silkeborg-Viborg-landevejen blev anlagt i årene 1855-60. Mod Horsens blev landevejen anlagt i perioden 1858-1863. Dæmningen eller broen blev anlagt på Statens regning.
Viborgbroen må tilskrives stor betydning for fremvæksten af bydelen Alderslyst fra i 1870'erne.
Ved indlemmelsen af Alderslyst i 1941 fik Viborgvej navnet Godthåbsvej efter bryggeriet på gaden. 
Viborgvej (Godthåbsvej) gik fra Østergade og i et sving hen forbi Silkeborg Andelssvineslagteri, der lå hvor Kvickly nu er placeret, til Viborgbroen.
Viborgbroen opfyldte ikke til fulde trafikønskerne for det nordlige opland. I forbindelse med tanken om en landevejsforbindelse til Skive afholdtes der allerede i 1885 et møde i Silkeborg, hvor der fremkom planer, der indebar, at der skulle bygges en bro ved Kærsgård. Der skulle dog gå mere end 40 år før Kærsgårdsbroen var en realitet, og det skete på privat initiativ.
Viborgbroen spillede en lille rolle under krigen i 1864. Da de danske tropper var på flugt nordpå og efter en til to dages rast i Silkeborg drog videre, blev broen ved dæmningen brudt op. Manden bag denne forsinkelsesmanøvre var en ung løjtnant Enrico Dalgas, den senere berømte hedepioner. Det var kun en kortvarig forsinkelse man kunne påføre de østrigske tropper, men den blev forøget lidt ved, at den tømrer der blev beordret til at udbedre broen ikke havde specielt travlt med arbejdet – han var tysk af fødsel, men altså bosiddende i Silkeborg

## Eksterne kilder og henvisninger
- Oprettet efter WikiSilkeborgs artikel Arkiveret 3. juni 2011 hos  Wayback Machine 3-6-2011

56°10′29″N 9°33′18″Ø / 56.17472°N 9.55500°Ø